# Valse vrienden

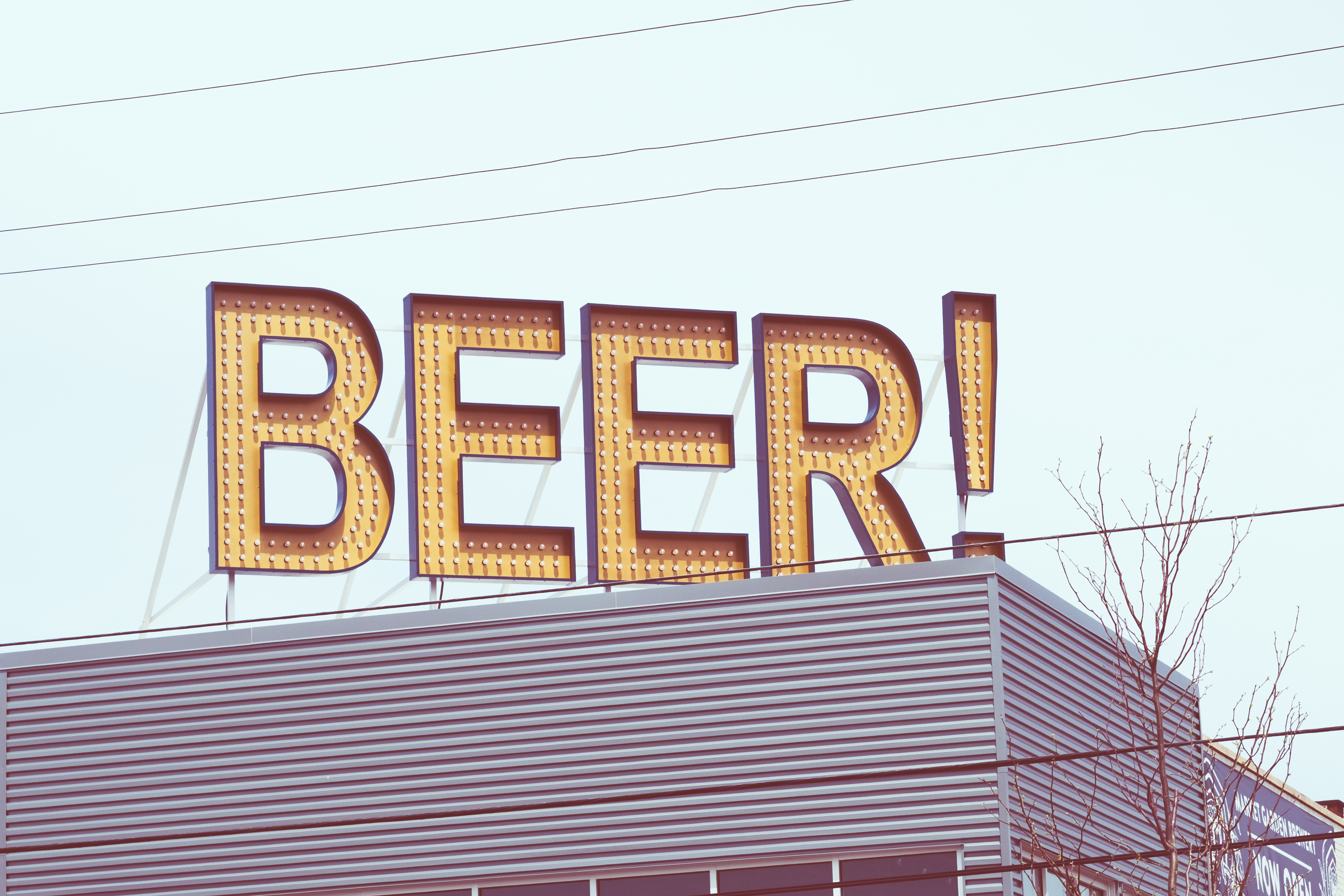
Er is geen beer losgebroken, het is een bierreclame in Cleveland, Ohio

Valse vrienden zijn woorden die in hun vorm op een woord uit een andere taal lijken, maar niet dezelfde betekenis hebben.
Soms is dit zodanig dat er bij de taalgebruiker gemakkelijk verwarring kan ontstaan. Die verwarring uit zich in versprekingen, in vertaalfouten of in verkeerd begrijpen. Valse vrienden kunnen ook bewust gebruikt worden om een humoristisch effect te verkrijgen, bijvoorbeeld met meertalige woordspelingen. Het verschijnsel doet zich voor tussen twee verschillende talen, bijvoorbeeld het Nederlands en het Duits, en soms ook tussen varianten van eenzelfde taal.
In het Frans noemt men deze woordcombinaties faux amis, in het Engels false friends, in het Duits falsche Freunde. De Franse aanduiding is de oudste: de term werd in 1928 gemunt door Maxime Koessler en Jules Derocquigny, in hun boek Les faux amis ou les trahisons du vocabulaire anglais.
In onderstaande voorbeelden is uitgegaan van voornamelijk de Nederlandse lezer en bij sommige voorbeelden alleen van de schrijfwijze, en niet zozeer van de werkelijke correspondentie in uitspraak, bijvoorbeeld bij 'wit' (Nederlands) en 'wit' (Engels), waarbij de uitspraak van de /w/ verschilt (labio-dentaal versus bilabiaal), hetgeen niet direct zichtbaar is in de schrijfwijze.

## Ontstaan
Valse vrienden kunnen op verschillende manieren ontstaan.

### Historische verwantschap
Veel talen zijn historisch verwant. Zo behoren onder meer de Scandinavische talen, het Duits, het Nederlands, het Fries en het Engels alle tot de Germaanse subtak van de Indo-Europese taalfamilie. Die verwantschap uit zich onder andere in de woordenschat. Een groot deel van het Nederlandse vocabulaire kent cognaten in nauw verwante talen, een ander deel is van andere (bijvoorbeeld Romaanse) herkomst en daarmee hooguit indirect verwant. Woorden kunnen in de loop der tijd echter sterk veranderen, zowel qua vorm als qua betekenis.
- Het Duitse Meer ‘zee’ en de Nederlandse cognaat meer gaan beide terug op eenzelfde voorouder, maar de betekenissen zijn in beide talen uiteengegroeid. De twee woorden zijn daarmee valse vrienden geworden, hoewel See in het door Nederduits beïnvloede Noord-Duits ook voor 'zee' (Nordsee, Ostsee) gebruikt wordt en Meer voor 'meer' (Zwischenahner Meer).

| Duits | Nederlands | Engels                  |
| ----- | ---------- | ----------------------- |
| See   | meer       | lake (Brits dial. mere) |
| Meer  | zee        | sea                     |
- Nederlands tuin, Duits Zaun en Engels town gaan alle drie terug op hetzelfde Germaanse grondwoord dat ‘omheining, omheinde ruimte’ betekende. In het Oudengels en Nederlands verschoof de betekenis naar ‘omheinde ruimte’. Uit deze metonymische betekenis ontwikkelde zich in het Nieuwengels weer de betekenis ‘kleine stad, dorp’; een stad was in vroeger tijden veelal een omheind bolwerk.

| Proto-Germaans                      | Duits      | Nederlands    | Engels                   |
| ----------------------------------- | ---------- | ------------- | ------------------------ |
| *tūnan ‘omheining, omheinde ruimte’ | Zaun ‘hek’ | tuin ‘gaarde’ | town ‘kleine stad, dorp’ |
Dat uiteengroeien is niet noodzakelijkerwijs een verschijnsel uit het verre verleden. De verschillen in betekenis van een en hetzelfde woord in het Brits- en het Amerikaans-Engels, of het Spaans uit Spanje en dat uit Midden- en Zuid-Amerika (en zelfs het Spaans uit verschillende Spaanse regio's of uit verschillende Latijns-Amerikaanse landen onderling), maken duidelijk dat de betekenis van woorden voortdurend verandert, zowel binnen een taal als tussen verschillende talen. Zo is in Brits-Engels een estate een complex van sociale huurwoningen, terwijl in het Amerikaans-Engels een estate een villa of landhuis met bijbehorende landerijen is waar rijke mensen wonen.  
| Brits-Engels                         | Amerikaans-Engels             |
| ------------------------------------ | ----------------------------- |
| estate ‘sociale huurwoningencomplex’ | estate ‘villa met landerijen’ |
Het Estisch en Fins zijn nauw aan elkaar verwant, waardoor er veel valse vrienden zijn ontstaan:
| Estisch | Fins   | Nederlands |
| ------- | ------ | ---------- |
| lõuna   | etelä  | zuid       |
| edel    | lounas | zuidwest   |

### Leenwoorden
Talen nemen woorden letterlijk over uit andere, al dan niet verwante, talen. Het Nederlands kent een groot aantal leenwoorden van Latijnse, Griekse, Franse, Duitse en tegenwoordig steeds meer van Engelse herkomst. Daarnaast heeft het Nederlands woorden overgenomen uit heel andere talen, zoals het Maleis (vanwege de kolonie Nederlands-Indië) en vooral onder jongeren in de Randstad Sranantongo, Papiaments, Turks en Marokkaans.
De oorspronkelijke betekenis van de leenwoorden wordt niet altijd even goed begrepen en soms worden ze in de lenende taal dan ook in een iets andere betekenis gebruikt. Of hun betekenis verschuift pas nadat de woorden zijn overgenomen. Zo betekent conducteur in het Frans bijvoorbeeld "bestuurder", maar in het Nederlands is het de gangbare term geworden voor degene die de kaartjes in het openbaar vervoer controleert (het Franse woord hiervoor is receveur). Het is niet altijd duidelijk of er in een bepaald geval van onbegrip sprake is, dan wel van een gewone betekenisverschuiving.
- Een mobiele telefoon wordt in het Duits met een Engelse term Handy genoemd, zonder relatie met de Engelse betekenis van handy.
- Tabeh is in het Maleis een vrij algemene begroeting, terwijl het Nederlandse tabee een afscheidsgroet is.
- Het woord finito is in het Nederlands ontleend aan het Italiaans, in de betekenis "klaar, voltooid". Nederlanders die Spaans leren, zijn geneigd het ook in die betekenis te gebruiken, maar in die taal betekent het "dun, fijn, keurig - 'fijntjes'".[3] Het Spaanse woord voor "klaar, voltooid" is listo, wat weer aanleiding geeft tot de valse vriend 'list' of 'listig'.
- Bersiap is Maleis voor 'Sta paraat!' In het Nederlands is het de benaming voor een bloedige periode in de Indonesische Onafhankelijkheidsoorlog, maar in Indonesië wordt de term niet in die context gebruikt.
- Njet is een Russisch leenwoord dat in het Nederlands en Duits een barse weigering, een categorisch nee uitdrukt.[4] In het Russisch betekent het gewoon nee.

### Toeval

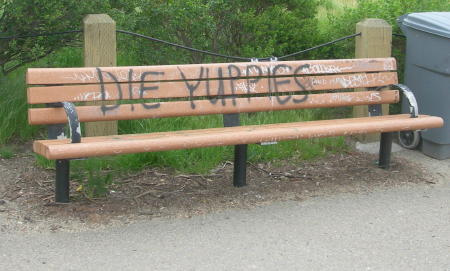
Valse vriend in de VS. Een verwensing (Sterf, yuppies) die op een Nederlandse bank onschuldig zou zijn.

Woorden kunnen in verschillende talen naar de (geschreven of gesproken) vorm sterk op elkaar lijken, terwijl de betekenis soms zelfs tegengesteld is.
- Het Noorse woord jeg lijkt wat de uitspraak betreft op het Nederlandse jij, maar betekent "ik". Het Noorse woord ikke op zijn beurt betekent "niet".
- Tak betekent "bedankt" in het Deens, maar "ja" in het Pools. De uitdrukking "nei, tak" (Nee, bedankt) is dus erg verwarrend voor Polen.
- Het Griekse nè betekent "ja".
- In het Engels en het Frans betekent air "lucht", in het Maleis betekent het "water". Ook ilma is "lucht" en "water", het eerste in het Fins, het tweede in het Maltees.
- Het Ierse an is een bepaald lidwoord, terwijl het Engelse an een onbepaald lidwoord is.
- Het Italiaanse woord voor "warm" is caldo, wat lijkt op het Duitse kalt en het Engelse cold, die allebei "koud" betekenen. Caldo is echter verwant aan het Franse chaud en het Spaanse caliente die beide "warm" betekenen, maar het Spaanse woord caldo betekent "bouillon".[5]
- Het Zweedse liedje Boten Anna gaat over een chatbot. Een Nederlandstalige coverversie (en parodie) gaat echter over een boot.
- Het Tsjechische woord stůl lijkt op het Nederlandse 'stoel' maar betekent 'tafel', židle betekent stoel ('zetel').
- Het Friese woord "net" betekent "niet", terwijl vooral het Belgisch-Nederlands dat woord als synoniem voor precies gebruikt, om iets met nadruk te stellen: Het is net die variatie die zal toenemen met de leeftijd.

### Mengvormen
Ontlening en betekenisverschuiving kunnen in combinatie optreden.
Woorden hebben vaak meer betekenissen (polysemie). Soms sluiten zij in de ene betekenis wel valse vriendschap met het woord uit de andere taal, maar in de andere betekenis niet.

#### Engels en Nederlands
- Administration kan administratie betekenen, maar ook regering: the Bush administration is de regering-Bush.
- Competition kan competitie betekenen, maar ook mededinging of concurrentie.
- Eventual en eventueel komen beide van het Franse éventuel (mogelijk, hypothetisch). Het Engelse woord betekent echter uiteindelijk.
- Night (nacht) kan ook de avond omvatten: een late night talk show (latenighttalkshow) eindigt op zijn laatst in de vroege nacht.

### Geen verwarring
Niet alle valse vrienden veroorzaken verwarring. Als de twee woorden tot verschillende woordsoorten behoren of niet in dezelfde context kunnen voorkomen, zal er zelden verwarring optreden.
- Het Engelse wit (gevatheid) is een zelfstandig naamwoord, het Nederlandse wit een bijvoeglijk naamwoord.
- Het Finse ja (en) zou een onmogelijke zin opleveren als het met ja vertaald werd.
- Het Duitse ja betekent meestal ja. Echter, een spreker kan met dit woord ook een beroep doen op algemene instemming, vergelijkbaar met toch in Dat is toch vreselijk! De plaats en de functie in de zin zijn bij deze betekenis heel anders.
- Grappenmakers vervormen worstcasescenario soms tot worst-kaas-scenario, maar werkelijke verwarring tussen worst (slechtst) en het vleesproduct is onwaarschijnlijk.
- De Haagse straatnaam Lange Voorhout klinkt nagenoeg hetzelfde als de Duitse woorden lange Vorhaut (lange voorhuid), maar verwarring zal daardoor niet ontstaan, mogelijk wel gêne.

### Taalvarianten
Ook binnen het Nederlands komen valse vrienden voor, door (kleine) betekenisverschillen. Een andere oorzaak is dat een woord met meer betekenissen door de ene groep taalgebruikers vooral in de eerste betekenis wordt gebruikt, terwijl de andere groep vooral aan de tweede betekenis denkt. Zo zijn er nogal wat nuances tussen Nederlands in Nederland en Nederlands in Vlaanderen. Bijvoorbeeld:
- Als de voorzitter zegt dat de vergadering in een andere ruimte doorgaat, maar dat allen hun tas moeten meenemen, zullen de Vlamingen wellicht hun (koffie)kopje meenemen, de Nederlanders hun (boeken)tas.
- Het verzoek loop eens naar het postkantoor kunnen Nederlanders wandelend uitvoeren, Vlamingen gaan mogelijk meer haast maken.
- Als een Vlaamse schooljuffrouw de kinderen vraagt op hun poep (hun achterste) te gaan zitten, zal dat bij een uitwisselingsprogramma met Nederlandse kinderen ongetwijfeld tot verwarring leiden
- Waar een Vlaamse vrouw zich al eens graag een schoon kleedje koopt, noemt een Hollandse dat een mooi jurkje. Zij denkt bij schoon kleedje aan een gereinigd vloerkleedje of iets dergelijks.

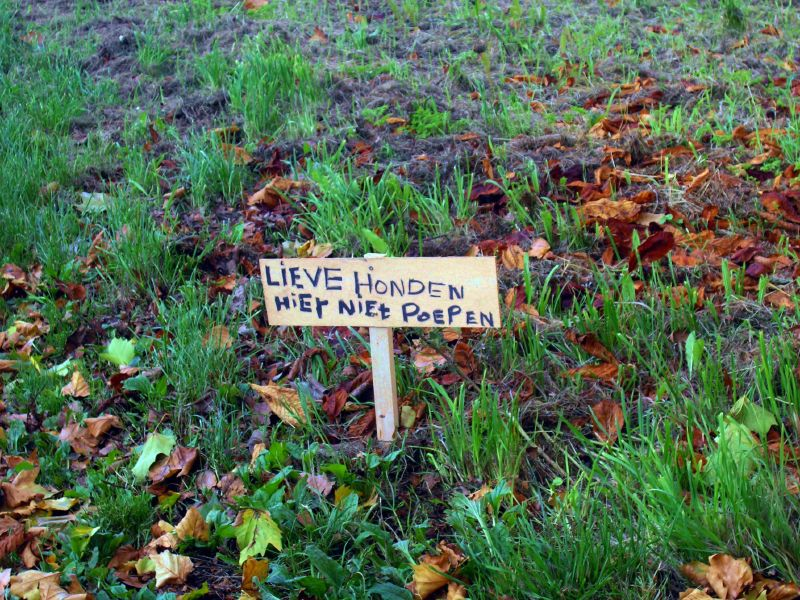
Vlaamse honden zullen hier een ander verbod in lezen dan Nederlandse honden.

- Een Nederlander die in een Vlaams café bij zijn Vlaamse vrienden aankondigt dat hij "even moet poepen" (naar de wc gaan), zal mogelijk verbaasde dan wel bewonderende blikken krijgen omdat "poepen" in het Vlaams "neuken" betekent.
- Ook binnen Nederland zelf kan verwarring optreden: iemand uit Zuid- of Oost-Nederland bedoelt met spiekerboks geen hifi-speakerbox, maar een spijkerbroek.
- In het Noord-Brabants (en deels ook Limburgs) betekent het werkwoord aanrijden behalve een ongeluk veroorzaken, ook vertrekken met een voertuig. Wanneer een Brabander over de telefoon vertelt net vertrokken te zijn: "Ik ben net aangereden", kan iemand uit Midden- of Noord-Nederland daaruit opmaken dat diegene net een ongeluk heeft gehad.
- In sommige Noord-Brabantse dialecten betekent het woord grijnzen niet glimlachen, maar zoiets als kniezen, mokken,  chagrijnig zijn (vooral het uitstralen ervan).

Ook binnen het Spaans komen dergelijke verschillen voor, zoals de Nederlandse kroonprins Willem-Alexander merkte tijdens een staatsbezoek aan Mexico. Hij deed daar de uitspraak "Camarón que se duerme se lo lleva la chingada", zonder zich ervan bewust te zijn dat het woord chingada (Argentijns Spaans voor o.a. getijde) in Mexico hoofdzakelijk als redelijk onbeschaafd alternatief voor "verknoeien" gebruikt wordt.
Een Amerikaan zal vreemd opkijken als een Ier hem een fag aanbiedt. Het woord wordt op de Britse Eilanden gebruikt voor een sigaret, in de Verenigde Staten als pejoratieve term voor een homoseksueel. Ook betekent de uitdrukking "to table a motion" in het Amerikaans Engels het uitstellen of zelfs afzien van een motie. In de rest van de Engelstalige wereld betekent dit echter het tegenovergestelde, namelijk het ter tafel brengen van een motie". 
Als Singaporezen aan iemand die met de auto ergens naar toe gaat, vragen "Can I follow?", dan bedoelen ze niet dat ze met hun eigen auto erachteraan rijden, maar of ze kunnen meerijden.